# 발칸 청소년 선수권 대회
발칸 청소년 선수권 대회(Balkan Youth Championship)는 발칸 국가들의 청소년 국제 축구 대회로, 1968년부터 1981년까지 진행되었다. 1968년부터 1975년까지는 23세 이하 대표팀들이 참가했으며, 1976년부터 1981년까지는 21세 이하 대표팀들이 참가했다.